# Xã West Washington, Quận Rice, Kansas
Xã West Washington (tiếng Anh: West Washington Township) là một xã thuộc quận Rice, tiểu bang Kansas, Hoa Kỳ. Năm 2010, dân số của xã này là 125 người.